# Wanying (köpinghuvudort i Kina, Jiangsu Sheng, lat 33,05, long 120,57)
Wanying är en köpinghuvudort i Kina. Den ligger i provinsen Jiangsu, i den östra delen av landet, omkring 200 kilometer nordost om provinshuvudstaden Nanjing. Antalet invånare är 44 032. Befolkningen består av 22 320 kvinnor och 21 712 män. Barn under 15 år utgör 9,0 %, vuxna 15-64 år 74 %, och äldre över 65 år 15,0 %.
Runt Wanying är det tätbefolkat, med 550 invånare per kvadratkilometer. Närmaste större samhälle är Dazhong, 19,8 km nordväst om Wanying. Trakten runt Wanying består till största delen av jordbruksmark.
Genomsnittlig årsnederbörd är 1 189 millimeter. Den regnigaste månaden är juli, med i genomsnitt 248 mm nederbörd, och den torraste är januari, med 30 mm nederbörd.